# Benedetta Mazza
Benedetta Mazza (Parma, 22 novembre 1989) è una conduttrice televisiva, conduttrice radiofonica ed ex modella italiana.

## Biografia
Dopo la maturità conseguita presso il Liceo scientifico G. Ulivi di Parma, frequenta per un anno il corso di moda dell'Istituto Europeo di Design di Milano, prima di abbandonare gli studi. Nel 2008 viene notata dalla selezionatrice regionale di Miss Italia che la sprona a partecipare al concorso di bellezza. Viene così eletta Miss Liceo Parma, Miss Parma, Miss Cinema Emilia Romagna e Miss Emilia. Partecipa così a Miss Italia 2008, arrivando 5ª. Dopo il concorso, posa per il calendario benefico di Just Simpa, a sostegno dell'Associazione Volontari dell'Ospedale dei Bambini e ottiene una piccola parte nel film di Federico Moccia Amore 14.
Dal 7 settembre 2009 all'11 giugno 2011 è una delle 4 "professoresse" della trasmissione L'eredità, assieme ad Enrica Pintore, Cristina Buccino e Serena Gualinetti. Nel 2010 è madrina del torneo sportivo Sei Nazioni femminile a Noceto. Partecipa come personaggio misterioso ad una puntata del gioco Soliti ignoti, oltre ad essere testimonial dei brand di abbigliamento e accessori Bfly e Gang Cavaliere.
Dal 23 aprile 2012 conduce il programma La TV Ribelle su Rai Gulp, al fianco di Mario Acampa, e nello stesso anno appare sulle pagine del settimanale Intimità nella sezione dedicata alla moda e interpreta Chantal, l'assistente di Rocco Siffredi, in un episodio de I Cesaroni. Da novembre 2012 conduce sempre su Rai Gulp il programma televisivo Gulp Girl, in onda anche nelle successive stagioni televisive fino a febbraio 2016. Nella primavera del 2013 conduce su Rai YoYo due puntate speciali in prima serata dello Zecchino d'Oro: il 19 marzo Festa del papà e il 13 maggio Festa della mamma.
Nel settembre del 2016 torna sulla televisione generalista dopo cinque anni di lavoro sui canali digitali perché partecipa come concorrente, in coppia con Raffaella Modugno, alla quinta edizione di Pechino Express, in onda su Rai 2. Nell'autunno del 2017 torna su Rai 1 prendendo parte come concorrente alla settima edizione del programma Tale e quale show. Nel 2018 è una concorrente ufficiale della terza edizione del reality show Grande Fratello VIP, condotto da Ilary Blasi su Canale 5 dove arriva alla serata finale classificandosi al sesto posto. Nel maggio 2025 è apparsa nel videoclip del singolo Popolare di Michele Bravi e Mida.

## Programmi televisivi
- Miss Italia (Rai 1, 2008) - concorrente
- L'eredità (Rai 1, 2009-2011) - professoressa
- La TV Ribelle (Rai Gulp, 2012) - co-conduttrice
- Gulp Girl (Rai Gulp, 2012-2016) - conduttrice
- Festa del papà (Rai Yoyo, 2013) - co-conduttrice
- Festa della mamma (Rai YoYo, 2013) - co-conduttrice
- Pechino Express - Le civiltà perdute (Rai 2, 2016) - concorrente
- Tale e quale show 7 (Rai 1, 2017) - concorrente
- Icrew (La5, 2018) - inviata
- Grande Fratello VIP (Canale 5, 2018) - concorrente
- Presenter di QVC (dal 2021)
- Back to School (Italia 1, 2022)  - concorrente
- Uniche in passerella (QVC, 2022)  - conduttrice
- Alla scoperta di QVC - Molto più che teleshopping (QVC, 2022)  - conduttrice

### Web
- Renovation Beauty (Hibe, 2022) - conduttrice

## Filmografia

### Cinema
- Amore 14, regia di Federico Moccia (2009)
- Loro, regia di Paolo Sorrentino (2018)

### Televisione
- I Cesaroni – serie TV, episodio 5x18 (2012)

### Videoclip
- Meteorite di Alessandro Costa & Stratodasser feat. Mario (2016)
- Secchione Is The New Figo di Lorenzo Baglioni (2019)
- Popolare di Michele Bravi e Mida (2025)

## Radio
- Swipe (RDS, 2021)
- Ma che sera (Radio LatteMiele, dal 2022)
- Ma che Festival (Radio LatteMiele, 2023)

## Campagne pubblicitarie
- Excape (2015)